# 소네촌 (야마구치현)
소네촌(曽根村)은 야마구치현 구마게군에 설치된 촌이다. 